# António Vitalino Fernandes Dantas
António Vitalino Fernandes Dantas, O. Carm. (Barros, Vila Verde, 3 de novembro de 1941) é um bispo católico português, actual Bispo Emérito de Beja. Foi Bispo de Beja de 1999 até 2016, quando resignou por limite de idade.

## Biografia
Foi o 15.º bispo da diocese de Beja, restaurada no reinado de D. José I de Portugal, no século XVIII. Foi ordenado sacerdote da Ordem do Carmo, no dia 3 de Agosto de 1968, no Santuário do Sameiro (Braga). No dia 3 de Julho de 1996 foi nomeado Bispo Titular de Tlos e bispo auxiliar de Lisboa.
Aos 54 anos foi ordenado Bispo, no dia 29 de Setembro de 1996, na Igreja do Mosteiro dos Jerónimos (Lisboa), por D. António Ribeiro, Cardeal-Patriarca de Lisboa, pelo Arcebispo de Braga D. Eurico Dias Nogueira e pelo Bispo de Coimbra D. João Alves.

### Bispo de Beja
Em 25 de Janeiro de 1999, foi nomeado pelo Papa São João Paulo II Bispo de Beja, entrando solenemente na diocese no dia 11 de Abril desse mesmo ano.